# Leptostylus nigritus
Leptostylus nigritus là một loài bọ cánh cứng trong họ Cerambycidae.